# هوارد فاين
هوارد فاين (بالإنجليزية: Howard Fine)‏ هو مخرج أمريكي، ولد في 28 نوفمبر 1958 في بروفيدنس في الولايات المتحدة.

## وصلات خارجية
- الموقع الرسمي
- هوارد فاين على موقع IMDb (الإنجليزية)